# Xã North Whitehall, Quận Lehigh, Pennsylvania
Xã North Whitehall (tiếng Anh: North Whitehall Township) là một xã thuộc quận Lehigh, tiểu bang Pennsylvania, Hoa Kỳ. Năm 2010, dân số của xã này là 15.703 người.